# 전화번호부

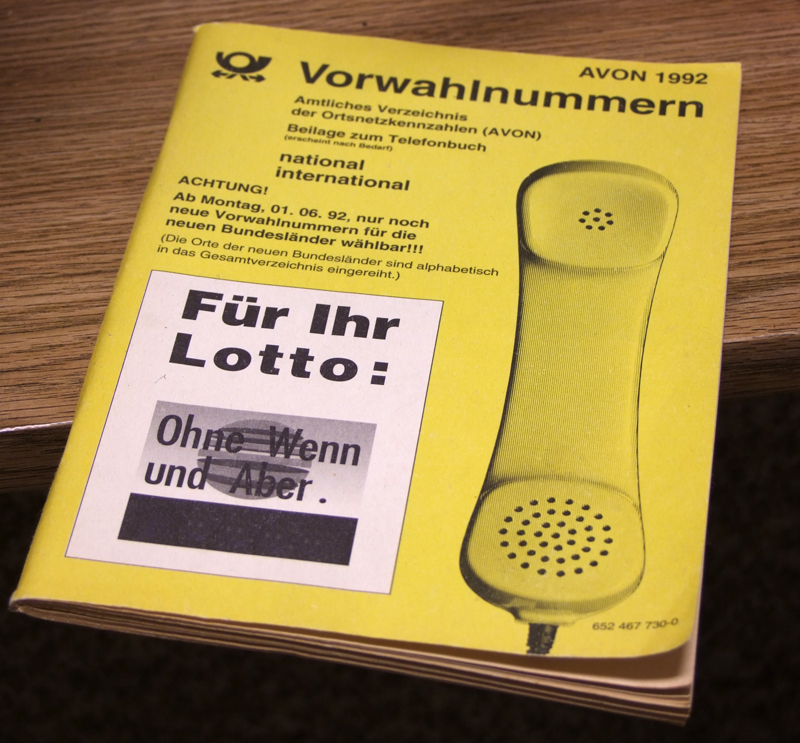
전화번호부

전화번호부(電話番號簿, 영어: telephone directory 또는 telephone book)는 말그대로 전화번호를 모아놓은 책을 가리킨다. 옐로북(Yellow Book)이라고도 한다.

## 종류

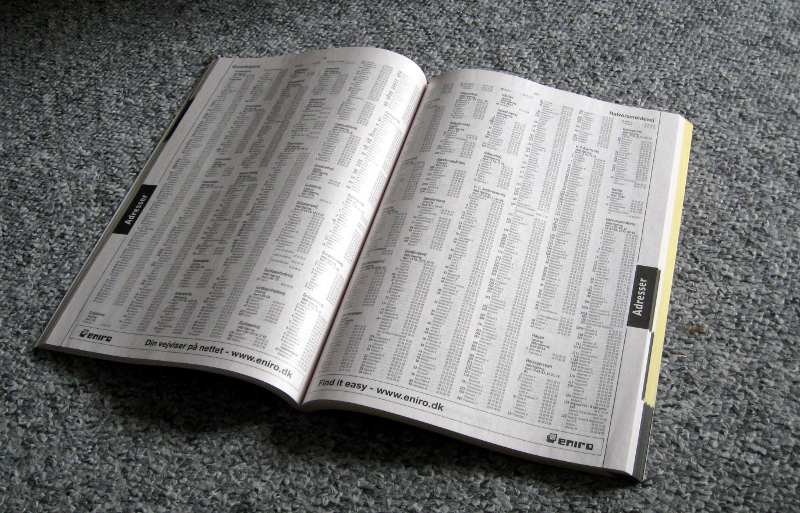
화이트 페이지

전화번호부에는 인쇄된 종이의 색에 따라 다음과 같은 종류가 있다.
- 화이트 페이지: 인명순 자모순으로 되어 있는 전화번호부이다.
- 옐로 페이지(골든 페이지, A2Z): 사업체 목록이 분류별, 철자별로 나열되어 있으며 대개 광고가 포함되어 있다.
- 그레이 페이지: 이용자가 전화번호를 찾을 수 있게 한 전화번호부이다. 개인 정보 보호를 이유로 널리 이용되지 않는다.
- 그 밖의 다른 색은 나라의 관습에 따라 그 뜻이 다를 수 있다. 정부 기관에 대한 정보는 파란색이나 풀색으로 인쇄되어 있기도 하다.

## 국제적 환경
공식 이름 "화이트 페이지"를 사용하는 전화번호부는 91개국에 있다. 가장 보편적이고 오래된 것은 미국 시애틀이 편집 발행하는 WhitePages.com이다.

## 쇠퇴
2000년대에 휴대전화, 2010년대 이후 스마트폰이 빠르게 발전하면서, 종이 전화번호부가 쇠퇴하고, 인터넷 포털 사이트에 제공된다.
- 일본에서 1890년부터 2024년까지 종이 책자 개정 배포했으며, 2024년에 종이 시대를 역사 뒤안길로 사라졌다.

## 같이 보기
- 전화번호
- 한국전화번호부 (대한민국)
- 타운페이지 (일본)